# Juan Pablo Santivañez
Juan Pablo Santivañez Túpac Yupanqui fue un militar y político peruano.
Participó en las elecciones generales de 1931 como candidato del Partido Descentralista opositor al presidente Luis Miguel Sánchez Cerro quien había derrocado al presidente Augusto B. Leguía y fue elegido como diputado constituyente por el departamento de Junín. Durante su gestión presentó un proyecto de Ley con la intención de que el distrito de San Jerónimo de Tunán sea convertido en provincia. El proyecto no obtuvo apoyo en el Congreso.